# 神崎村 (茨城県)
神崎村（かんざきむら）は茨城県那珂郡にかつて存在した村である。

## 地理
- 現在の那珂市の東部に位置する。

## 歴史
村名はかつて存在した神前郷に由来する。

### 村域の変遷
- 1889年（明治22年）4月1日 - 町村制施行に伴い、本米崎村・向山村・横堀村・堤村・杉村が合併し那珂郡神崎村が発足。
- 1955年（昭和30年）3月31日 - 菅谷町・五台村・芳野村・額田村・戸多村・木崎村と合併し那珂町が発足。同日神崎村廃止。

変遷表
| 1868年 以前 | 1868年 以前 | 明治22年 4月1日 | 昭和30年 3月31日 | 平成17年 1月21日 | 現在   |
| ----------- | ----------- | --------------- | ---------------- | ---------------- | ------ |
|             | 本米崎村    | 神崎村          | 那珂町           | 市制             | 那珂市 |
|             | 向山村      | 神崎村          | 那珂町           | 市制             | 那珂市 |
|             | 横掘村      | 神崎村          | 那珂町           | 市制             | 那珂市 |
|             | 堤村        | 神崎村          | 那珂町           | 市制             | 那珂市 |
|             | 杉村        | 神崎村          | 那珂町           | 市制             | 那珂市 |

## 人口・世帯

### 人口
総数 [単位： 人]
| 1891年（明治24年） | 3,000 |
| 1920年（大正 9年） | 3,289 |
| 1935年（昭和10年） | 3,554 |
| 1950年（昭和25年） | 4,677 |

### 世帯
総数 [単位： 世帯]
| 1920年（大正 9年） | 687 |
| 1935年（昭和10年） | 667 |
| 1950年（昭和25年） | 835 |